# John T. Warrington
John T. Warrington (Collingsworth, New York, 17 mei 1911 – december 1978) was een Amerikaans componist.

## Leven
Warrington deed zijn studie in muziektheorie en compositie aan de Duke University in Durham. Aansluitend was hij bei verschillende omroepmaatschappijen en als Filmcomponist werkzaam. 

### Werken voor harmonieorkest
- 1956 Prairie Reflections
- 1957 Yuletide Festival
- 1958 Original Dixieland Concerto
- 1960 Dixieland Jamboree
- 1969 Happy Heart
- 1969 Mississippi Slip-Horn
- 1970 Bugaloo for Brass
- 1971 Brass Stampede
- 1971 Soul Sauce
- I Could Have Danced All Night

- Biblioteca Nacional de España: XX4430098
- Bibliothèque nationale de France: cb14843785s (data)
- Gemeinsame Normdatei: 134551060
- International Standard Name Identifier: 0000 0001 1631 8951
- Library of Congress Control Number: nb91266634
- Nationale Bibliotheek van Tsjechië: mzk2010599741
- Nationale Bibliotheek van Israël: 987007528064805171
- Nederlandse Thesaurus van Auteursnamen: 074274422
- Trove: 1505685
- Virtual International Authority File: 44569144
- WorldCat: E39PBJccccDmHmWyvJwr4Vmjmd